# Xixiasaurus
Xixiasaurus là một chi khủng long, được Lü Xu L. et al mô tả khoa học năm 2010.
Loài này sinh sống trong thời kỳ cuối kỷ Phấn trắng ở Trung Quốc ngày nay. Mẫu vật duy nhất được phát hiện ở huyện Tây Hạp, tỉnh Hà Nam, miền trung Trung Quốc và trở thành kiểu mẫu của chi và loài mới Xixiasaurus henanensis vào năm 2010. Tên gọi liên quan đến các khu vực khám phá và có thể được dịch là "thằn lằn Tây Hạp Hà Nam". Mẫu vật bao gồm một hộp sọ gần như hoàn chỉnh (ngoại trừ phần cuối cùng), một phần của hàm dưới và răng, cũng như một phần trước bên phải.
Xixiasaurus được ước tính dài khoảng 1,5 mét (5 ft) và cân nặng 8 kilôgam (18 lb). Là một loài điểu long răng khía, loài này có thân hình nhẹ và giống chim, với bàn tay nắm và một móng vuốt hình liềm mở rộng trên ngón chân thứ hai. Hộp sọ của nó dài, với mõm dài và thấp tạo thành hình chữ U thon khi nhìn từ bên dưới. Xương trán hình vòm khi nhìn từ một bên, cho thấy chúng có hộp sọ rộng. Loài này khác với các loài điểu long răng khí khác ở chỗ xương răng của hàm dưới quặp xuống. Không giống như phần lớn các loài điểu long răng khía khác, răng của Xixiasaurus không có răng cưa mà có các gờ trước và sau trơn và sắc. Loài này khác với các loài điểu long răng khía khác ở chỗ chúng có 22 răng ở mỗi hàm (loài khác có số răng cao hơn hoặc thấp hơn).